# Synecdoque
La synecdoque (du grec συνεκδοχή / sunekdokhê, « compréhension simultanée ») est une métonymie particulière pour laquelle la relation entre le terme donné et le terme évoqué constitue une inclusion ou une dépendance matérielle ou conceptuelle.

## Différentes formes

### Dans l'écriture
La synecdoque est essentiellement qualitative, alors que la métonymie est quantitative.
Lorsqu'elle exprime « le plus pour le moins », elle est habituellement dite généralisante, croissante ou expansive (ex. : le tout pour la partie). Dans le cas inverse (ex. : la partie pour le tout), elle est dite particularisante, décroissante ou restrictive. Stylistiquement, la synecdoque généralisante tend vers l'abstraction, alors que la synecdoque particularisante tend vers le pittoresque.
N.B. — Les termes décrivant la direction de l'inclusion sont cependant souvent employés dans le sens exactement opposé, comme chez Henri Morier, ce qui ne simplifie pas la compréhension du concept… On s'en tiendra ici aux définitions ci-dessus.
La synecdoque peut exploiter divers types de relations conceptuelles, dont la liste varie selon les auteurs. On peut mentionner, avec Fontanier, les types suivants (les exemples ont été ajoutés) :
| Type de relation                                       | Synecdoque généralisante (Sg) | Synecdoque particularisante (Sp) |
| ------------------------------------------------------ | --- | --- |
| Partie ↔ tout (synecdoque référentielle)               | On nomme le tout pour signifier la partie (« totum pro parte » en latin) EX. : Son vélo a crevé. (pour : la chambre à air d’un pneu de son vélo) EX. : Le train crache une fumée noire. (pour : la cheminée de la locomotive du train) EX. : La Moldavie a gagné une médaille de bronze aux J.O. 2008 (pour : un boxeur moldave) | On nomme la partie pour signifier le tout (« pars pro toto » en latin) EX. : Ni les voiles au loin descendant vers Harfleur (pour : les bateaux [à voile]) EX. : Un troupeau de cinquante têtes (pour : cinquante animaux) |
| Espèce ↔ genre (synecdoque sémique)                    | On nomme le genre pour signifier l'espèce EX. : L'arbre tient bon, le roseau plie. (pour : le chêne) | On nomme l'espèce pour signifier le genre EX. : Refuser du pain à quelqu'un (pour : de la nourriture) |
| Matière ↔ être ou objet                                | On nomme l'être ou l'objet pour signifier la matière ou substance constituante EX. : La noisette est plus chère que le colza. (pour : l’huile de noisette, de colza) | On nomme la matière ou substance pour signifier l'être ou l'objet constitué EX. : Il porte des verres correcteurs. (pour : des lunettes de vue) |
| Nombre • Singulier ↔ pluriel • Déterminé ↔ indéterminé | On utilise le pluriel là où on attendrait le singulier EX. : Les soleils marins (pour : le soleil sur la mer) EX. : Mes salives desséchées (pour : ma salive) EX. : il fut loin d'imiter la grandeur des Colbert (pour : de Colbert)                                                                                             | On utilise le singulier pour signifier le pluriel EX. : Nous avons défait l'ennemi. (pour : les ennemis) EX. : L'alouette vit dans les prés et les champs. (pour : les alouettes) On utilise un nombre déterminé pour signifier l'indéterminé EX. : Vingt fois sur le métier remettez votre ouvrage. (pour : un grand nombre de fois) |
| Concret ↔ abstrait                                     | On utilise un terme abstrait pour évoquer un concept concret EX. : Le fer ne connaîtra ni le sexe ni l'âge. (pour : n'épargnera ni les femmes ni les vieillards) | On utilise un terme concret pour évoquer un concept abstrait EX. : Respectez ses cheveux blancs. (pour : son grand âge) EX. : Le fer ne connaîtra ni le sexe ni l'âge. (pour : La violence) |
| Nom propre ↔ nom commun (antonomase)                   | On utilise un nom commun ou un syntagme nominal à la place d'un nom propre EX. : l'hexagone ; l'île de beauté (pour : la France ; la Corse) | On utilise un nom propre à la place d'un nom commun EX. : Il nous faudrait un Cicéron. (pour : un bon orateur) EX. : Y'avait pas beaucoup d'Jean Moulin. (pour : de résistants) |

### Dans le dessin
Plus rarement, la synecdoque est évoquée lors d'une « Représentation abrégée d’un contour animal permettant, par seulement quelques tracés, de le reconnaître. ».

## Remarques
- C'est le contexte qui oriente l'interprétation de la synecdoque.
- La synecdoque référentielle est parfois symbolisée par le symbole ∏ (donc : Sg∏ et Sp∏), et la synecdoque sémique par le symbole ∑ (Sg∑ et Sp∑). Pour l'emploi de cette notation, voir Paul Ricœur dans La Métaphore vive : Les auteurs appellent mode Σ le mode de décomposition d’une classe en espèces, parce que la classe est la somme (Σ) de ses espèces ; ils appellent mode Π le mode de décomposition en arbres disjonctifs, parce que l’objet est le produit logique (Π) qui résulte de la décomposition distributive.
- L'antonomase peut être considérée comme un cas particulier de synecdoque particularisante sémique (Sp∑).
- Berne a protesté énergiquement contre l'attaque d'un véhicule diplomatique. (Berne = les autorités officielles de la Suisse, localisées à Berne, la capitale Sp∏).
- Les mortels (= les hommes : Sg∑).

Une large tradition range dans la même catégorie la métonymie, trope complexe obtenu par la conjonction de deux synecdoques, et les tropes simples que sont les synecdoques ∏. Dans le cas de la métonymie, les deux termes sont en effet unis par un rapport de contiguïté à l'intérieur d'un même ensemble logique (cause–effet, contenant–contenu, abstrait–concret, auteur–œuvre, etc.).